# Islamabad-e Gharb (Verwaltungsbezirk)
Islamabad-e Gharb (persisch شهرستان اسلام آبادغرب) ist ein Schahrestan in der Provinz Kermanschah im Iran. Er enthält die Stadt Islamabad-e Gharb, welche die Hauptstadt des Verwaltungsbezirks ist.

## Kreise
- Zentral (بخش مرکزی)
- Homeyl (بخش حمیل)

## Demografie
Bei der Volkszählung 2016 betrug die Einwohnerzahl des Schahrestan 140.876. Die Alphabetisierung lag bei 81 Prozent der Bevölkerung. Knapp 66 Prozent der Bevölkerung lebten in urbanen Regionen.
| Zensusjahr | Einwohnerzahl |
| ---------- | ------------- |
| 2011       | 151.473       |
| 2016       | 140.876       |